# Lymantria fumosa
Lymantria fumosa este o specie de molii din genul Lymantria, familia Lymantriidae, descrisă de Saalmüller 1884. Conform Catalogue of Life specia Lymantria fumosa nu are subspecii cunoscute.